# Olivier Hanlan
Olivier Hanlan (Aylmer, Quebec, 15 de febrer de 1993) és un jugador de basket canadenc que en l'actualitat juga en les files del València Basket de la Lliga Endesa. Amb 1,93 metres d'alçada, juga en la posició d'escorta.

## Trajectòria esportiva

### Universitat
Va jugar durant tres temporades amb els Eagles del Boston College, fent una mitjana de 17,8 punts, 3,9 rebots i 3,1 assistències per partit. En la primera temporada en l'equip va ser triat com Rookie de l'Any de la Atlantic Coast Conference, després de fer una mitjana de 15,5 punts i 4,2 rebots per partit. A l'any següent va ser inclòs en el tercer millor quintet de la conferència, i en 2015 en el primer, després de liderar la classificació de màxims anotadors, fent una mitjana de 19,5 punts per partit.

### Professional
El 25 de juny de 2015, va ser seleccionat en la quarantena-segona posició del Draft de l'NBA de 2015 per Utah Jazz.
A l'agost de 2015, el Zalgiris Kaunas anuncia de manera oficial la contractació del base canadenc amb un acord per dos campanyes en format 1+1.
El 17 de setembre de 2021, signa pel Aris Salònica de l'A1 Ethniki, amb on fa una mitjana de 20,9 punts, 3,5 rebots i 2,9 assistències per partit.
El 4 d'abril de 2022, signa amb el València Basket de la Lliga Endesa.